# Antonio Villarreal
Antonio Villarreal är en ort i Mexiko.   Den ligger i kommunen Aldama och delstaten Tamaulipas, i den östra delen av landet, 400 km norr om huvudstaden Mexico City. Antonio Villarreal ligger 42 meter över havet och antalet invånare är 171.
Terrängen runt Antonio Villarreal är huvudsakligen platt, men åt nordväst är den kuperad.  Närmaste större samhälle är Palo Santo, 13,5 km nordväst om Antonio Villarreal. Trakten runt Antonio Villarreal består till största delen av jordbruksmark.